# カニ巫女
カニ巫女（かにみこ、本名・不明）はゆるキャライラストレーター。
高円寺中心に活動するぐれキャラの一体。
外見はカニの被り物をした巫女だが、特定の神社などとは無関係である。元々カエルのキャラクターのプロデュース、グッズ販売を行っており、そのアピールのためにカニ巫女となった。
しかし、個人の広告以上の存在となり、キャラクターとして認知され、サンガッツ本舗において立体化されるなどした。
現在は創作関係のイベントにカニ巫女として出展、出演する事も多い。
2019.8.25、惜しまれながら「カニ巫女」名義での諸般の活動を休止した。
| スタブアイコン | サブスタブ | この項目は、まだ閲覧者の調べものの参照としては役立たない、人物に関連した書きかけの項目です。この項目を加筆・訂正などしてくださる協力者を求めています（P:人物伝/PJ:人物伝）。 |